# Церковь Пакистана

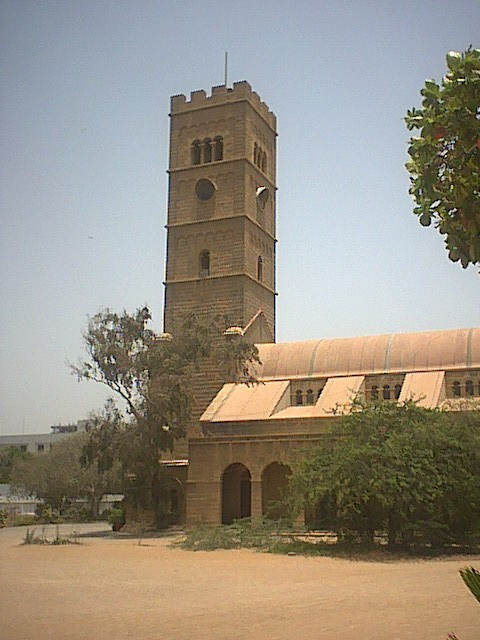
Собор Святой Троицы, Карачи, Пакистан

Церковь Пакистана (англ. Church of Pakistan) — национальная протестантская община, которая входит в Англиканское сообщество и Всемирный методистский совет. Вместе с Церковью Северной Индии, Церковью Южной Индии и Церковью Бангладеш входит в сообщество Евангелической объединённой церкви. Численность верующих Церкви Пакистана составляет около 1 миллиона человек.

## История
В 1873 году в Карачи приехал первый методистский миссионер, который проповедовал среди местных англичан. С 1900 года методистская церковь начала заниматься миссионерской деятельность среди индийского населения. С 1902 по 1915 год численность методистов возросла с 1500 до 15000 верующих. В 1970 году методистов в Пакистане насчитывалось до 60 тысяч человек. В 1968 году методистский епископ Хобарт Бауманн Амстутц начал работу по объединению протестантских общин в единую церковь.
Церковь Пакистана была создана 1 ноября 1970 года на основе договора объединения англиканских, пресвитерианских (Церковь Шотландии), лютеранских общин и Объединённой методистской церкви.
Большую часть Церкви Пакистана составляют англиканские общины (около 800 тысяч человек), что оказывает влияние на богословское учение церкви и её руководящий состав. 19 декабря 2000 года в Церкви Пакистана впервые были рукоположены в дьяконы две женщины.
В Церкви Пакистана действуют 8 епархий, две семинарии в Карачи и Гуджранвале. Руководящим органом Церкви Пакистана является Синод.

## Источник
- Linda Greene, World Methodist Council. Handbook of Information 2002—2006, Biltmore Press, Asheville (NC) 2002